# Seong Jeong-A
Seong Jeong-A, född den 25 december 1965, är en sydkoreansk basketspelare som var med och tog OS-silver 1984 i Los Angeles. Detta var Sydkoreas första medalj i de olympiska baskettävlingarna. Hon är 184 centimeter lång.